# Josef Lissner

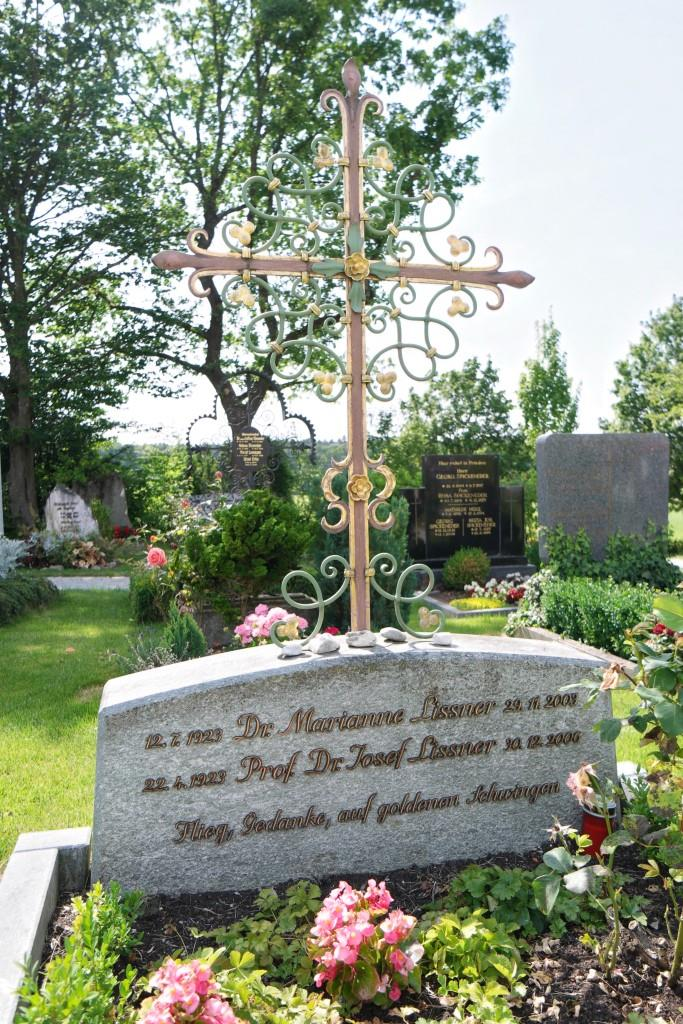
Grab des Radiologen Josef Lissner (1923–2006) auf dem Friedhof in Schäftlarn, Bayern.

Josef Anton Lissner (* 22. April 1923 in Tütz, Posen-Westpreußen; † 30. Dezember 2006 in Schäftlarn-Ebenhausen) war ein deutscher Radiologe.

## Leben
Nach seinem Schulabschluss 1942 diente Josef Lissner während des Zweiten Weltkriegs als Unteroffizier unter anderem in einem Militärkrankenhaus im besetzten Frankreich. Nach dem Krieg studierte Josef Lissner Medizin an der Universität Erlangen bis zu seiner Promotion 1951 zum Thema Vergleichende Untersuchungen über den Einfluss von Vitamin K, Methionin und eines Glykokoll-Ascorbinsäure-Calcium-Gemisches auf die durch Dicumarol bedingte Hypoprothrombinämie. Seine Weiterbildung in der Radiologie und Strahlentherapie erfolgte an der Universität Frankfurt, wo er unter Professor Alfred Gebauer 1963 zum Thema Flächen- und Elektrokymographie in der röntgenologischen Diagnostik der Mediastinal- und Lungenerkrankungen habilitierte und bis 1969 als Oberarzt unter Professor Boris Rajewsky tätig war. 1970 berief ihn die Universität München als Professor auf den Lehrstuhl für Klinische Radiologie. Als Direktor der Radiologischen Klinik und Poliklinik leitete er die Diagnostische Radiologie, Nuklearmedizin und Strahlentherapie. Von 1989 bis 1991 wurde er außerdem zum Ärztlichen Direktor des Klinikums Großhadern gewählt. 1994 trat Josef Lissner in den Ruhestand.
Von 1979 bis 1985 war Josef Lissner Vorsitzender der Deutschen Röntgengesellschaft.

## Leistungen und Auszeichnungen
Zu den bedeutenden Leistungen Josef Lissners gehört neben seiner klinischen und wissenschaftlichen Arbeit die Neubegründung des European Congress of Radiology (ECR) im Jahr 1991 sowie die Gründung des radiologischen Fachzeitschrift European Radiology im gleichen Jahr.
Josef Lissner wurde 1988 das Bundesverdienstkreuz 1. Klasse verliehen. 1984 erhielt er die Rudolf-Grashey-Medaille der Bayerischen Röntgengesellschaft, 1987 die Ehrendoktorwürde der Universität Breslau. Er war Mitglied der Deutschen Akademie der Naturforscher Leopoldina sowie Ehrenmitglied folgender Gesellschaften:
- Deutsche Röntgengesellschaft
- Japanische Röntgengesellschaft
- Österreichische Röntgengesellschaft
- Polnische Röntgengesellschaft
- Griechische Röntgengesellschaft
- Ungarische Röntgengesellschaft
- Schweizerische Röntgengesellschaft
- Französische Röntgengesellschaft
- Italienische Röntgengesellschaft
- Bulgarische Röntgengesellschaft
- Böhmische Röntgengesellschaft
- Amerikanische Röntgengesellschaft (RSNA)

## Veröffentlichungen (Auswahl)
- Josef Lissner, Ulrich Fink (Hrsg.): Radiologie. 4. Auflage. Band 1: Lehrbuch für den 1. Klinischen Studienabschnitt. Thieme, Stuttgart 1992, ISBN 3-432-88354-4.
- Josef Lissner, Ulrich Fink (Hrsg.): Radiologie. 3. Auflage. Band 2: Lehrbuch für den 2. Abschnitt der Ärztlichen Prüfung, das Praktische Jahr und die fachärztliche Weiterbildung. Thieme, Stuttgart 1990, ISBN 3-432-89533-X.
- Josef Lissner, Peter Baierl (Hrsg.): Klinische Kernspintomographie. 2. Auflage. Enke, Stuttgart 1990, ISBN 3-432-95622-3.
- Ärztliche Diagnostik in der Radiologie, Entwicklung zum Ganzkörpercomputertomographen. In: Christa Habrich, Frank Marguth, Jörn Henning Wolf (Hrsg.) unter Mitarbeit von Renate Wittern: Medizinische Diagnostik in Geschichte und Gegenwart. Festschrift für Heinz Goerke zum sechzigsten Geburtstag. München 1978 (= Neue Münchner Beiträge zur Geschichte der Medizin und Naturwissenschaften: Medizinhistorische Reihe. Band 7/8), ISBN 3-87239-046-5, S. 539–548.
- Alfred Gebauer, Josef Lissner, Ottfried Schott (Hrsg.): Das Röntgenfernsehen. Technische Grundlagen und klinisch-röntgenologische Anwendung. 2. Auflage. Thieme Georg Verlag, 1974, ISBN 3-13-333302-X.